# Rytigynia pergracilis
Rytigynia pergracilis är en måreväxtart som beskrevs av Bernard Verdcourt. Rytigynia pergracilis ingår i släktet Rytigynia och familjen måreväxter. Inga underarter finns listade i Catalogue of Life.